# سفارة اليابان لدى السعودية
سفارة اليابان لدى السعودية هي الممثلية الدبلوماسية العليا لدولة اليابان لدى المملكة العربية السعودية. تقع السفارة في حي السفارات في الرياض.

## لمحة عامة
- شهد عام 1952 استقلال اليابان بموجب معاهدة سان فرانسيسكو للسلام، وكانت المملكة العربية السعودية من الدول الموقعة على هذه المعاهدة. وفي عام 1955، تأسست العلاقات الدبلوماسية الرسمية بين البلدين.[3][4]
- في عام 1960، تم افتتاح السفارة اليابانية في جدة، والتي عُرفت آنذاك باسم «سفارة اليابان لدى المملكة العربية السعودية».[4]
- بين عامي 1980 و 1983، تولت السفارة اليابانية في سلطنة عمان مسؤولية الإشراف على العلاقات مع المملكة العربية السعودية بشكل مؤقت.[5]
- في عام 1984، تم نقل مقر السفارة من جدة إلى العاصمة الرياض، مع الإبقاء على قنصلية عامة في جدة.[4]
- منذ 10 مايو 2015، أصبحت السفارة اليابانية في المملكة العربية السعودية مسؤولة أيضًا عن رعاية المصالح اليابانية في اليمن.[6]